# アブロ リンカーン

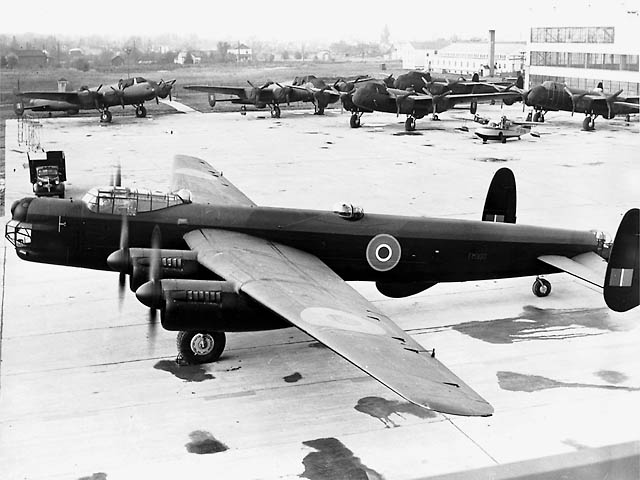
カナダ軍のリンカーン

アブロ リンカーン (Avro Lincoln) は、第二次世界大戦末期にイギリスのアブロ社で開発された重爆撃機である。ランカスターの後継機として開発されたレシプロ4発機。
リンカーンの設計は、ランカスターと同じくロイ・チャドウィックによって行われた。2段過給器付きのマーリン 85 エンジン4基を搭載した。主翼を延長、アスペクト比を高めた。より大型の機体で、爆弾搭載量や航続距離が増大した。試作機は1944年6月9日に初飛行したが、第二次世界大戦には間に合わず、部隊配備は1945年9月からとなった。その後は、イギリス空軍の主力重爆撃機となり、29個飛行隊が装備した。1950年代、ケニアのマウマウ団の乱やマレーシアのマラヤ共産党に対する軍事作戦に参加した。しかし、1950年代末には、3Vボマーやキャンベラなどのジェット爆撃機との交代が進められ、1963年に全機退役した。生産機数は604機。

## 採用国
- イギリス
- カナダ
- オーストラリア
- アルゼンチン

## スペック
- 全長： 23.86 m
- 全幅： 36.58 m
- 全高： 5.27m
- 全備重量： 34,019kg
- エンジン：ロールス・ロイス マーリン85 1750hp×4
- 最大速度： 475km/h
- 実用上限高度：9,200m
- 航続距離： 7,100km(爆弾1.3t搭載時)
- 武装
  - 爆弾6,350kg
  - 12.7mm機銃×6
  - 20mm機関砲×2
- 乗員 7名

## 現存する機体
イギリスの Royal Air Force Museum Cosford にリンカーン BII が展示されている。

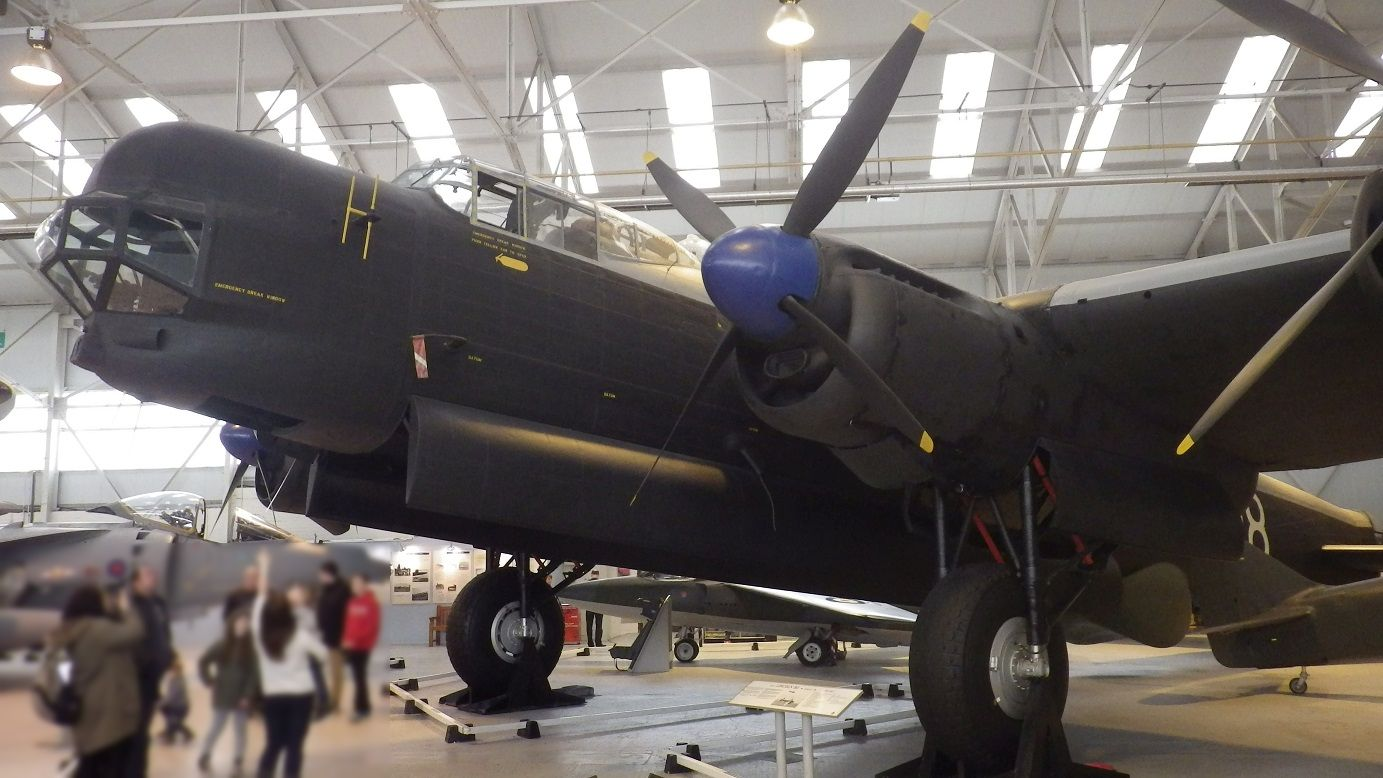
Royal Air Force Museum Cosford 所蔵のリンカーン BII（2015年2月撮影）